# Pater Davids niltava
De Pater Davids niltava (Niltava davidi) is een zangvogel uit de familie Muscicapidae (vliegenvangers).

## Verspreiding en leefgebied
Deze soort komt voor van centraal en oostelijk China tot zuidoostelijk Thailand.